# Водяна (притока Сугоклії)
Водяна — річка в Компаніївському районі Кіровоградської області, ліва притока Сугоклії (басейн Південного Бугу).

## Опис
Довжина річки 14 км, похил річки — 6,9 м/км. Формується з декількох безіменних струмків та водойм. Площа басейну 108 км².

## Розташування
Водяна бере початок на західній околиці села Водяне. Тече переважно на південний схід через село Нижня Водяна. У селі Покровка впадає в річку Сугоклію, праву притоку Інгулу.